# Shōkaku (tàu sân bay Nhật)
Shōkaku (tiếng Nhật: 翔鶴; phiên âm Hán-Việt: Tường hạc, nghĩa là Chim hạc bay liệng) là một tàu sân bay của Hải quân Đế quốc Nhật Bản, và tên của nó được đặt cho lớp tàu này. Cùng với chiếc tàu chị em Zuikaku, nó trở nên nổi tiếng vì đã tham gia nhiều cuộc đụng độ chính yếu của Thế Chiến II tại mặt trận Thái Bình Dương, bao gồm trận Trân Châu Cảng và trận biển Coral.

## Mô tả
Shōkaku được đặt lườn tại Xưởng tàu Yokosuka vào ngày 12 tháng 12 năm 1937, được hạ thủy vào ngày 1 tháng 6 năm 1939, và được đưa vào hoạt động ngày 8 tháng 8 năm 1941. Lớp tàu sân bay Shōkaku là một phần của chương trình xây dựng hạm đội vốn bao gồm cả lớp thiết giáp hạm Yamato. Với một thiết kế hiện đại hiệu quả, khối lượng rẽ nước vào khoảng 30.000 tấn, và tốc độ tối đa 34 knot (63 km/h), Shōkaku có khả năng mang 70 đến 80 máy bay. Khả năng bảo vệ của nó được nâng cao so với những tàu sân bay Đồng Minh đương thời cho phép Shōkaku chịu đựng được những thiệt hại đáng kể trong chiến đấu trong các trận chiến biển Coral và quần đảo Santa Cruz, cho dù nó chấm dứt hoạt động do trúng phải ngư lôi phóng từ tàu ngầm.
Chiếc Shōkaku cùng với chiếc tàu sân bay chị em của nó là chiếc Zuikaku tạo nên Hạm đội tàu sân bay thứ năm Nhật Bản, sở hữu những chiếc máy bay của nó chỉ không lâu trước trận tấn công Trân Châu Cảng và chỉ sẵn sàng đúng vào dịp đó. Lực lượng máy bay của nó bao gồm 15 chiếc máy bay tiêm kích Mitsubishi A6M, 27 chiếc máy bay ném bom bổ nhào Aichi D3A và 27 chiếc máy bay ném ngư lôi Nakajima B5N.

## Lịch sử hoạt động

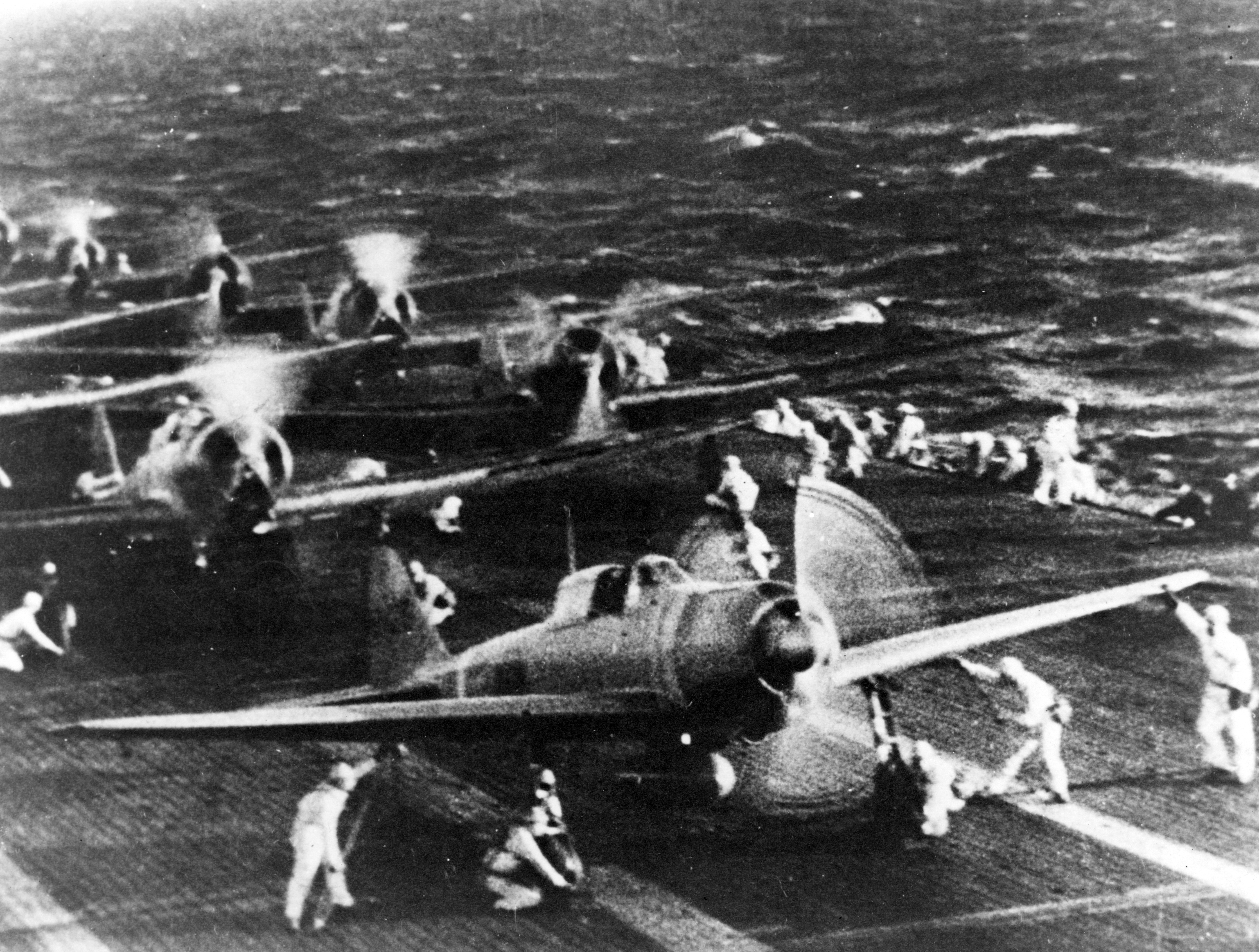
Những máy bay trên hàng không mẫu hạm Shōkaku đang chuẩn bị tấn công Trân Châu Cảng.

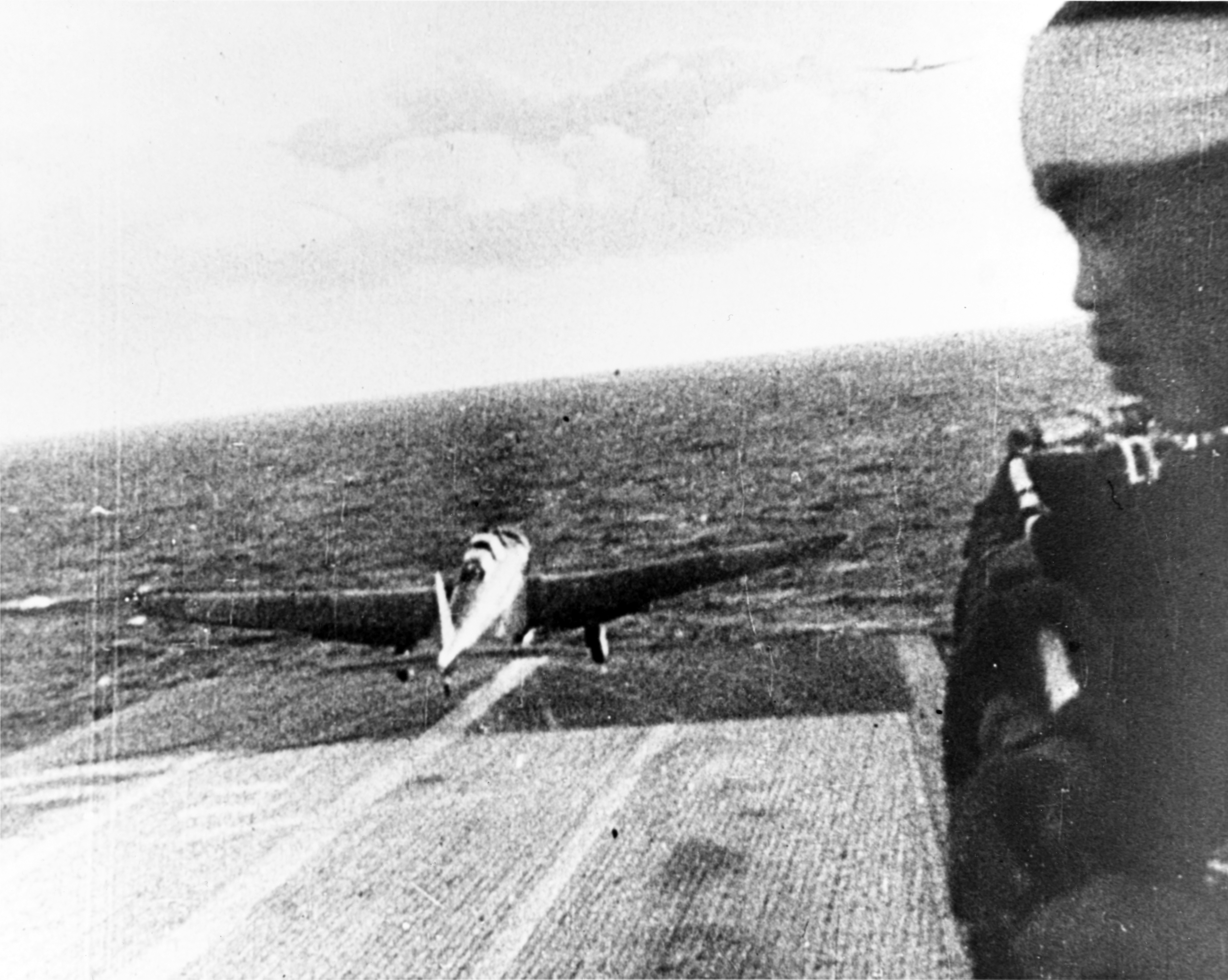
Chiếc Nakajima B5N2 "Kate" cất cánh từ Shōkaku để tấn công Trân Châu Cảng.

Cùng chiếc Zuikaku, chiếc Shōkaku gia nhập Lực lượng Cơ động (Kido Butai) tấn công Trân Châu Cảng và tham gia vào một loạt các cuộc tấn công hải quân ban đầu của Nhật Bản, kể cả cuộc tấn công Rabaul vào tháng 1 năm 1942, và trận chiến biển Coral vào tháng 5.
Trong cuộc không kích Ấn Độ Dương vào tháng 3 năm 1942, nó tham gia cùng các tàu sân bay Akagi, Zuikaku, Sōryū và Hiryū trong việc bắn phá Colombo. Tại đây Đô đốc Chuichi Nagumo đã thành công trong việc tiêu diệt rộng rãi các cơ sở hạ tầng. Nhiệm vụ đó đã được hoàn thành, khi lực lượng đặc nhiệm đã phát hiện và đánh chìm chiếc tàu sân bay Anh Hermes cùng hai tàu tuần dương (Cornwall và Dorsetshire), trước khi di chuyển đến vùng biển Coral (biển San Hô). Tại đây nó giúp đánh chìm chiếc tàu sân bay USS Lexington, nhưng đổi lại bản thân nó bị chiếc USS Yorktown tấn công gây hư hỏng nặng.
Sau khi mất Akagi và Kaga ở trận Midway, Shōkaku, Zuikaku và tàu sân bay hạng nhẹ Zuiho được tích hợp lại thành Hạm đội tàu sân bay thứ nhất.Sau khi được sửa chữa, Shōkaku cùng với tàu sân bay chị em Zuikaku tham gia vào hai trận chiến khác trong năm 1942: trận chiến Đông Solomons, khi chúng gây hư hại cho chiếc tàu sân bay USS Enterprise, và trong trận chiến quần đảo Santa Cruz, khi chúng đánh chìm chiếc USS Hornet nhưng chiếc Shōkaku lại một lần nữa bị hư hại nặng bởi những chiếc máy bay ném bom bổ nhào.
Trong năm 1943 dưới sự chỉ huy của Thuyền trưởng Matsubara Hiroshi, nó quay trở lại vai trò một trong những tàu sân bay hạm đội quan trọng nhất của Hải quân Nhật. Nó được giao nhiệm vụ phản công tại quần đảo Aleutian, nhưng chiến dịch bị hủy bỏ sau chiến thắng của Đồng Minh tại Attu. Trong khoảng thời gian còn lại của năm 1943 nó đặt căn cứ tại Truk.
Vào năm 1944 nó đặt căn cứ tại Lingga gần Singapore. Vào ngày 15 tháng 6 năm 1944 nó khởi hành cùng với Hạm đội Cơ động trong Chiến dịch A-Go, một cuộc phản công chống lại các lực lượng Đồng Minh tại quần đảo Mariana. Trong Trận chiến biển Philippines vào ngày 19 tháng 6 năm 1944 lúc 11 giờ 23 phút, nó trúng phải ba (có thể là bốn) ngư lôi bắn ra từ tàu ngầm Mỹ Cavalla do Trung tá Herman J. Kossler chỉ huy. Vì chiếc Shōkaku đang trong quá trình tiếp nhiên liệu cho máy bay và đang ở trong một vị thế rất mong manh, các ngư lôi đã gây ra các đám cháy không thể kiểm soát được. Vào lúc 14 giờ 08 phút một trái bom phát nổ khiến xăng máy bay phát cháy. Shōkaku chìm nhanh chóng ở tọa độ 11°40′B 137°40′Đ / 11,667°B 137,667°Đ, khiến 1.272 người thiệt mạng. Tàu tuần dương Nhật Yahagi cùng các tàu khu trục Urakaze, Wakatsuki và Hatsuzuki đã cứu được Thuyền trưởng Matsubara cùng 570 thủy thủ.

## Danh sách thuyền trưởng
- Michio Sumikawa (Sĩ quan trang bị trưởng): 20 tháng 5 năm 1940 – 15 tháng 10 năm 1940
- Takatsugu Jojima (Sĩ quan trang bị trưởng): 15 tháng 10 năm 1940 – 8 tháng 8 năm 1941
- Takatsugu Jojima: 8 tháng 8 năm 1941 – 25 tháng 5 năm 1942 (được thăng lên Chuẩn Đô đốc ngày 1 tháng 5 năm 1942.)
- Masafumi Arima: 25 tháng 5 năm 1942 – 16 tháng 2 năm 1943
- Tametsugu Okada: 16 tháng 2 năm 1943 – 17 tháng 11 năm 1943 (được thăng lên Chuẩn Đô đốc ngày 1 tháng 11 năm 1943.)
- Hiroshi Matsubara: 17 tháng 11 năm 1943 – 19 tháng 6 năm 1944